# 热罗姆·费尔南德斯
热罗姆·费尔南德斯（法語：Jérôme Fernandez，1977年3月7日—），法國男子手球運動員，亦是法國國家男子手球隊隊員。曾在2009及2011年世界男子手球錦標賽為法國隊奪得冠軍。
2008年，费尔南德斯代表法国參加中國北京舉行的奥林匹克运动会男子手球比賽，贏得一面金牌。